# 双峰山 (玉环)
28°09′23″N 121°11′32″E / 28.15632°N 121.19212°E
双峰山，又称双峰台，是一座位于中华人民共和国浙江省玉环市大麦屿开发区双峰村的山峰。山上建有大麦屿双峰山体公园。

## 沿革
双峰山原称双峰台田属螺基山列，海拔225米。2002年，双峰社区开始组织筹建公园，并在中捷股份董事长蔡开坚的捐助下，2003年5月破土动工，2005年6月竣工。其占地面积2397平方米，并设置有老年活动中心、即老年协会的组织活动场所，以及文化大舞台、文化长廊、木栈道、鲤鱼池、梅缘谷、双峰台等设施。当地对双峰山还有二期、三期工程，其中包括关帝忠义堂等场所。

## 图库

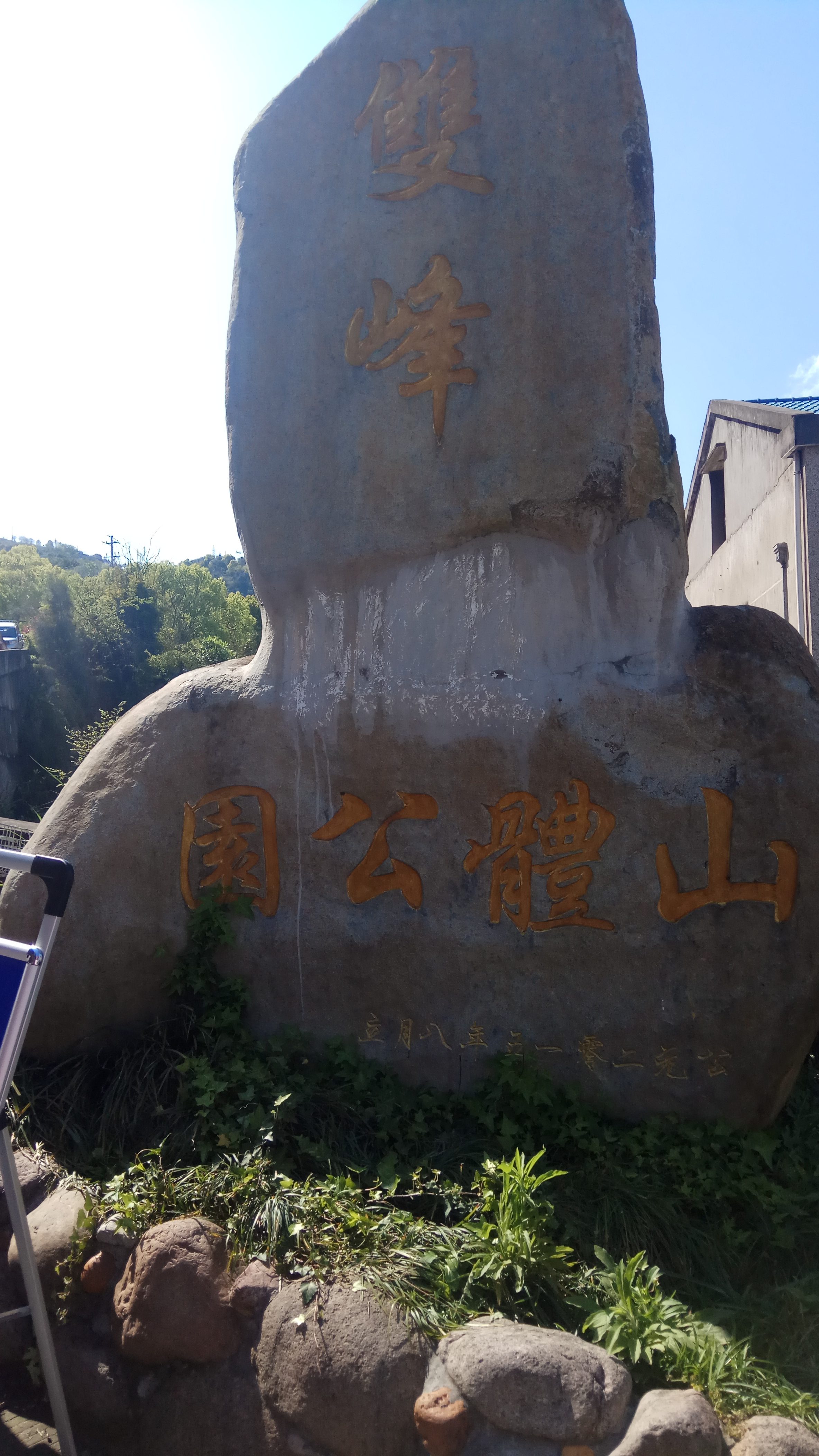
双峰山石碑
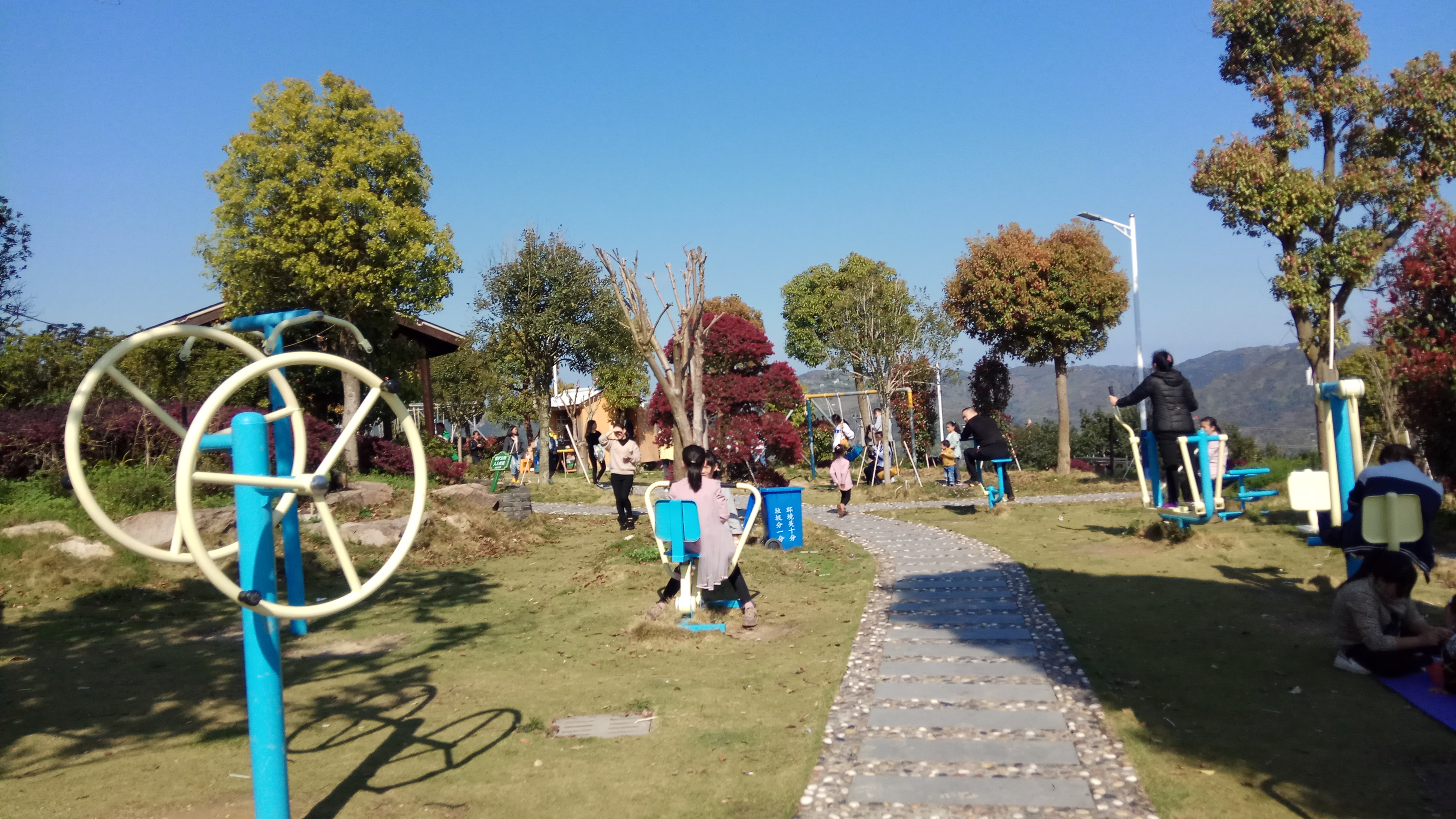
双峰山的娱乐设备
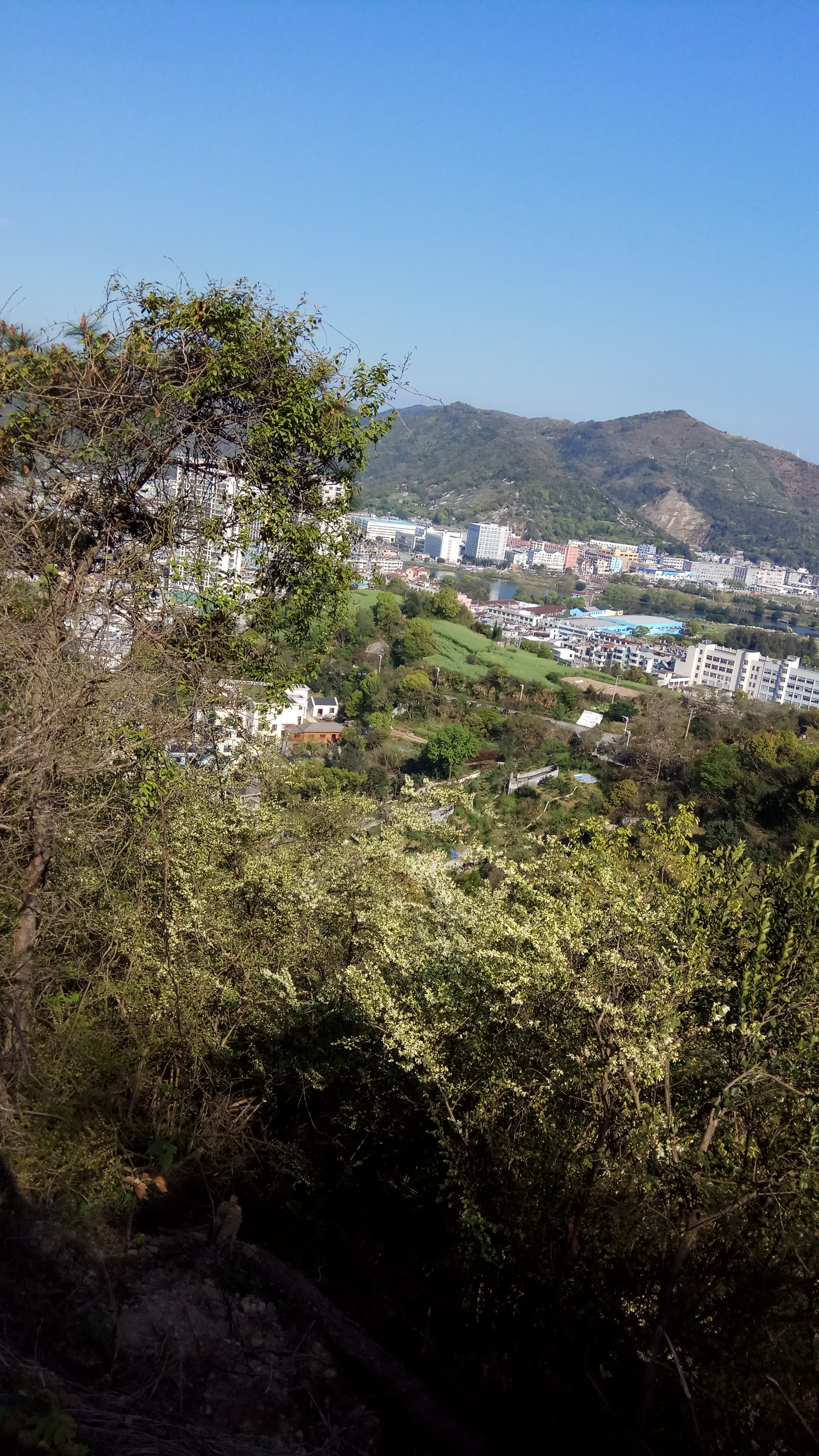
双峰山
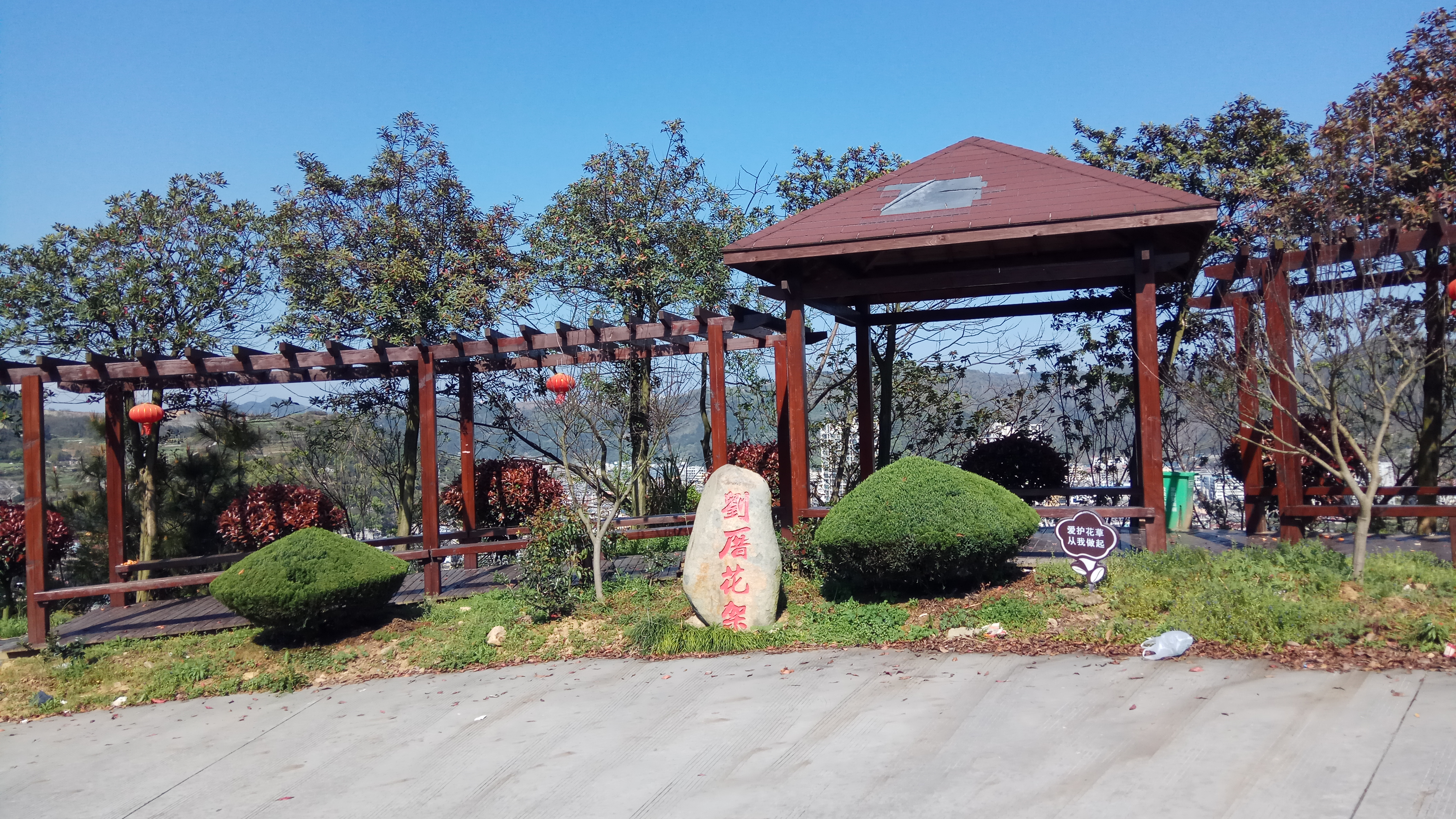
双峰山亭子
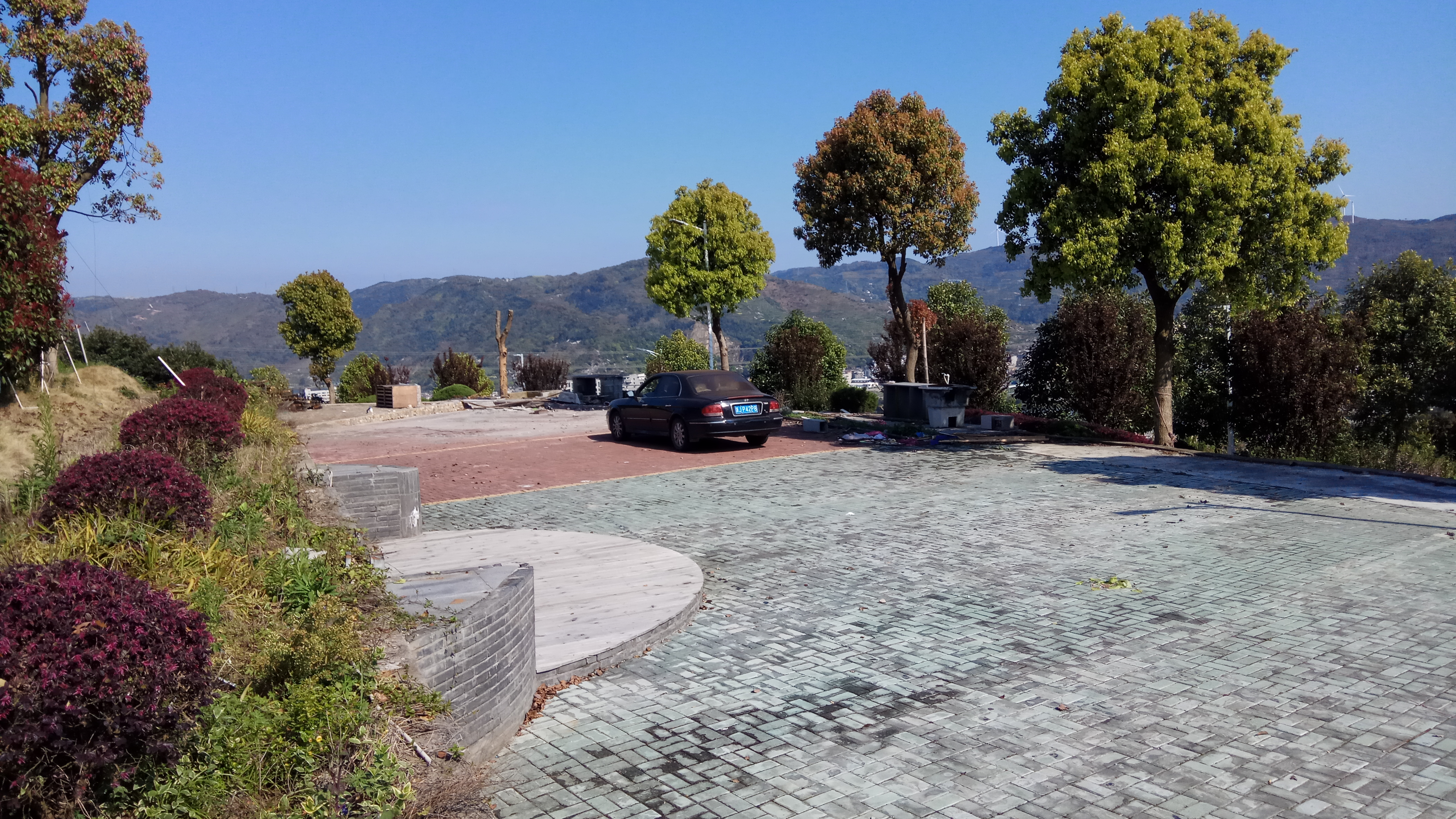
双峰山
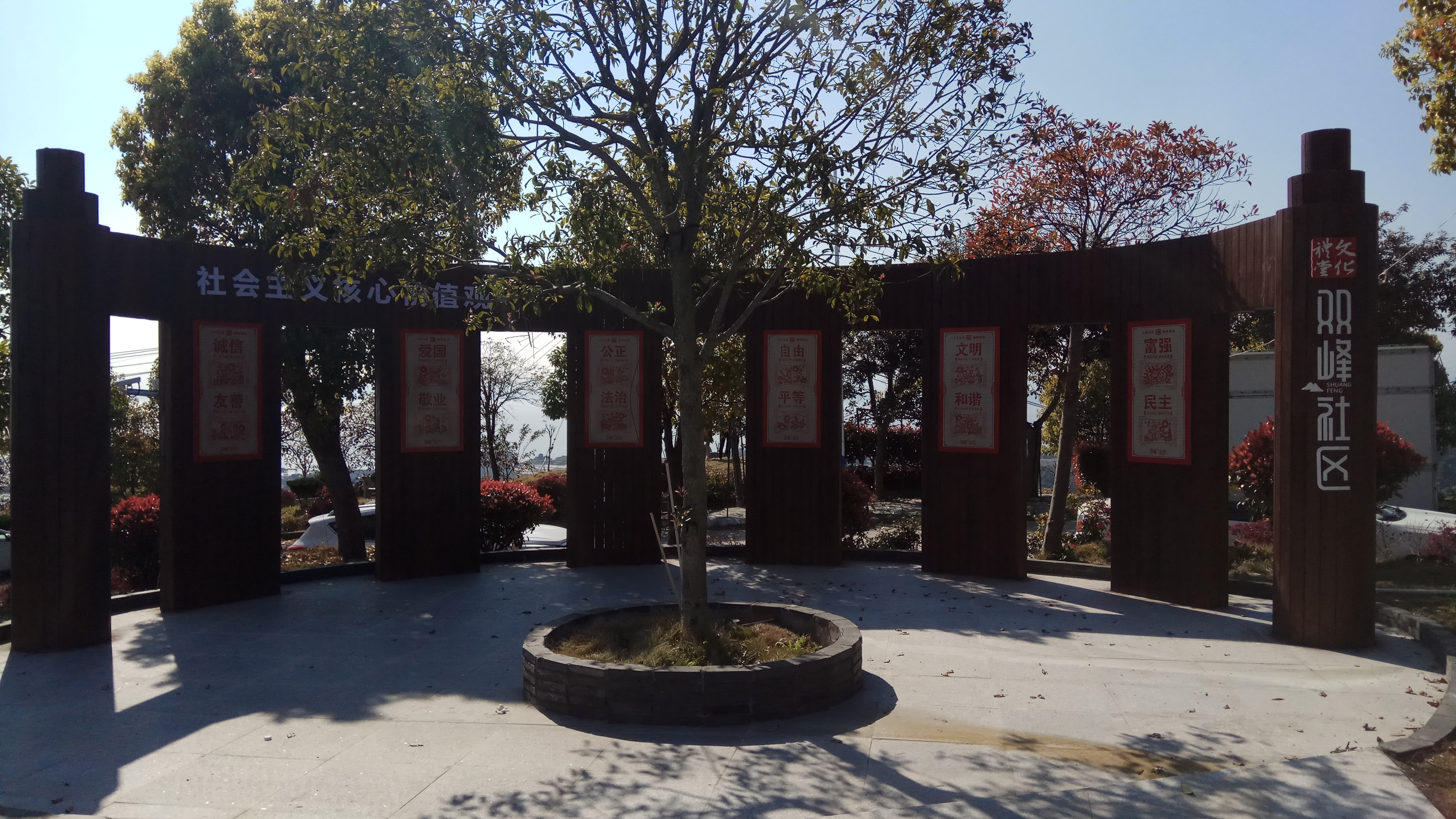
双峰社区